# Tramwaje w Grazu

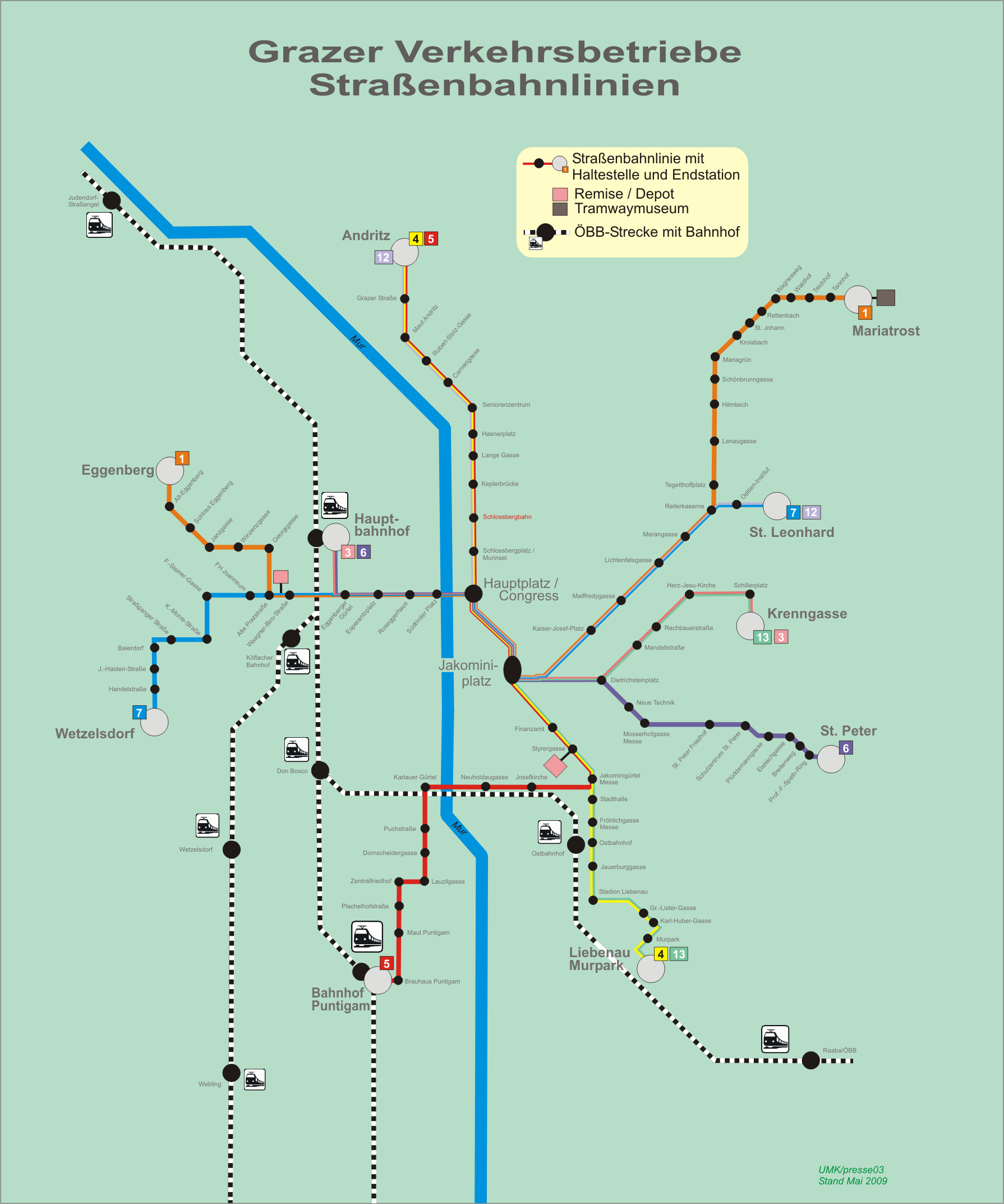
Plan linii w 2008

Tramwaje w Grazu – system komunikacji tramwajowej działający w austriackim mieście Graz.
Pierwszy tramwaj wyjechał na ulicę Grazu 6 maja 1878. W 1899 przeprowadzono elektryfikacje linii tramwajowej. Obecnie miasto obsługiwane jest przez 6 linii tramwajowych łączących dzielnice z centrum miasta, wszystkie linie łączą się na Jakominiplatz i Hauptplatz. Tramwaje są biało-zielone, w większości produkcji niemieckiej bądź austriackiej.
Tramwaje w centrum mają wydzielone torowisko, w odleglejszych osiedlach, szczególnie powstałych w latach 70. XX wieku, w niektórych miejscach torowisko jest w jezdni. Tramwaje w Grazu są w systemie komunikacyjnym obejmującym całą Styrię.